# Han Xiaopeng
Dans ce nom chinois, le nom de famille, Han, précède le nom personnel.
Han Xiaopeng, né le 13 décembre 1983 dans le Xian de Pei, est un skieur acrobatique Chinois. Il met un terme à sa carrière en 2010.

## Palmarès

### Jeux olympiques
- Ski acrobatique aux Jeux olympiques de 2006 à Turin (Italie):
  -  Médaille d'or sur l'épreuve de saut.

### Championnats du monde
- Championnats du monde de ski acrobatique 2007 à Madonna di Campiglio (Italie):
  -  Médaille d'or sur l'épreuve de saut.

### Coupe du monde
- 9 podiums lors de manches de Coupe du monde.